# Chelonus
Chelonus is een groot geslacht van insecten dat behoort tot de orde van de vliesvleugeligen (Hymenoptera) en de familie van de schildwespen (Braconidae).

## Soorten
- C. abditus (Tobias, 1961)
- C. abductor (Papp, 1971)
- C. aberrans (Tobias, 1964)
- C. abnormalis (McComb, 1968)
- C. absonus (McComb, 1968)
- C. abstrusus (Tobias, 1989)
- C. aciculatus (McComb, 1968)
- C. aculeatus (Ashmead, 1890)
- C. acuminatus (Herrich-Schaffer, 1838)
- C. acutigaster (McComb, 1968)
- C. acutiusculus (Tobias, 2001)
- C. acutulus (Tobias, 1997)
- C. adjunctus (Tobias, 1989)
- C. aelleniae (Tobias, 1997)
- C. agathis (Papp, 1971)
- C. agilis (Papp, 1971)
- C. ahngeri (Tobias, 1966)
- C. akmolensis (Tobias, 1964)
- C. alaicus (Tobias, 1991)
- C. albicinctus (Ashmead, 1905)
- C. albofasciatus (Motschoulsky, 1863)
- C. albomacula (Tobias, 2001)
- C. albor (Tobias, 1994)
- C. alexeevi (Tobias, 1986)
- C. algiricus (Tobias, 2001)
- C. aligarhensis (Ahmad, Shujauddin & Haider, 2000)
- C. alius (McComb, 1968)
- C. alpinus (McComb, 1968)
- C. alter (Tobias, 2000)
- C. alternator (Ji & Chen, 2003)
- C. alticinctus (Tobias, 1989)
- C. altilis (Tobias, 1989)
- C. altimontanus (Tobias & Saidov, 1995)
- C. altitudinis (Viereck, 1905)
- C. alveatus (Tobias, 1989)
- C. amaculatus (Chen & Ji, 2003)
- C. amandus (Tobias, 1989)
- C. amurensis (Tobias, 1984)
- C. andrievskii (Tobias, 1972)
- C. angustatus (Tobias, 1989)
- C. angustiventris (Tobias, 1974)
- C. angustulus (Tobias, 2000)
- C. angustus (Papp, 1999)
- C. anivicus (Tobias, 2000)
- C. annularius (Tobias, 2000)
- C. annulatus (Nees, 1816)
- C. annulicornis (Tobias, 1986)
- C. annuliflagellaris (Tobias, 2000)
- C. annulipes (Wesmael, 1835)
- C. antennalis (Thomson, 1874)
- C. antenventris (Chen & Ji, 2003)
- C. anthracinus (McComb, 1968)
- C. antillarum (Marshall, 1885)
- C. antropovi (Tobias, 1997)
- C. anxius (Tobias, 1992)
- C. apicalis (Ji & Chen, 2003)
- C. apistae (Tobias, 1989)
- C. arcuatilis (Tobias, 1986)
- C. areolatus (Cameron, 1906)
- C. argutus (McComb, 1968)
- C. arisanus (Sonan, 1932)
- C. armeniacus (Tobias, 1976)
- C. arnoldii (Tobias, 1964)
- C. artoventris (Tobias, 1997)
- C. artus (Tobias, 1986)
- C. ashmeadii (Dalla Torre, 1898)
- C. asiaticus (Telenga, 1941)
- C. assimilis (Tobias, 1990)
- C. atripes (Thomson, 1874)
- C. audeoudiae (Muesebeck, 1933)
- C. aughei (La Munyon, 1877)
- C. auricornis (McComb, 1968)
- C. australiensis (Szepligeti, 1905)
- C. australis (Viereck, 1903)
- C. azerbajdzhanicus (Abdinbekova, 1971)
- C. badachshanicus (Tobias, 1991)
- C. balchanicus (Tobias, 1999)
- C. balkanicus (Tobias, 2003)
- C. balkhashensis (Tobias, 2002)
- C. basalis (Curtis, 1837)
- C. basicinctus (Provancher, 1881)
- C. basifemoralis (Tobias, 2000)
- C. basilaris (Say, 1824)
- C. basimacula (Cameron, 1887)
- C. basimaculatus (Tobias, 2000)
- C. baskunchakensis (Tobias, 2005)
- C. batrachedrae (McComb, 1968)
- C. bedfordi (Wilkinson, 1932)
- C. belokobylskiji (Tobias, 1984)
- C. beyarslani (Aydogdu, 2008)
- C. bickleyi (McComb, 1968)
- C. bicoloricornis (Baker, 1926)
- C. bicoloripes (Tobias, 1990)
- C. bicolorus (He, 2003)

Chelonus bicolorus (Chen & Ji)
- C. bidens (Tobias, 1972)
- C. bidentatus (Baker, 1926)
- C. bidentulus (Thomson, 1874)
- C. bifidus (Tobias, 2000)
- C. bifoveolatus (Szepligeti, 1914)
- C. bifurcatus (Tobias, 2000)
- C. bigener (Tobias, 1995)
- C. bigus (Tobias, 1995)
- C. biliosus (Tobias, 1995)
- C. bimaculatus (Szepligeti, 1896)
- C. binus (Tobias, 1995)
- C. bipicturatus (Tobias, 2000)
- C. bispinus (Holmgren, 1868)
- C. bituberculatus (Szepligeti, 1908)
- C. bituminalis (Tobias, 1995)
- C. bitumineus (Tobias, 1995)
- C. blackburni (Cameron, 1886)
- C. bolsoni (Papp, 1999)
- C. bonellii (Nees, 1816)
- C. borisi (Tobias, 2011)
- C. bosonohyi (Tobias & Lozan, 2006)
- C. brachyurus (Thomson, 1874)
- C. brasiliensis (Brues, 1912)
- C. brevicella (Tobias, 1995)
- C. brevicornis (Tobias, 1989)

Chelonus brevicornis (McComb)
- C. brevifemoralis (Tobias, 1989)
- C. brevifemur (McComb, 1968)
- C. brevigenis (Tobias, 1964)
- C. brevimalarspacemis (Ji & Chen, 2003)
- C. brevimetacarpus (Tobias, 1995)
- C. brevioculatus (Tobias, 2000)
- C. breviradialis (Tobias, 1989)
- C. breviradis (Chen & Ji, 2003)
- C. brevis (Tobias, 1976)
- C. breviventris (Thomson, 1874)
- C. brunniventris (Tobias, 1997)
- C. bucculentus (McComb, 1968)
- C. budapesti (Tobias, 1999)
- C. budrysi (Tobias, 1997)
- C. burjaticus (Tobias, 2000)
- C. burksi (McComb, 1968)
- C. buscki (Viereck, 1912)
- C. busckiella (Viereck, 1912)
- C. bussyi (Viereck, 1913)
- C. caboverdensis (Hedqvist, 1965)
- C. cacumenus (Papp, 2010)
- C. calcaratus (Tobias, 1989)
- C. calligoni (Tobias, 2001)
- C. canescens (Wesmael, 1835)
- C. capensis (Cameron, 1910)
- C. capsa (Tobias, 1972)
- C. capsularis (Fahringer, 1934)
- C. capsulifer (Tobias, 2000)
- C. caradrinae (Kokujev, 1914)
- C. carbonator (Marshall, 1885)
- C. cardui (Tobias, 2011)
- C. carinatikovi (Shenefelt, 1973)
- C. carinatus (Provancher, 1881)
- C. carinigaster (Tobias, 2000)
- C. cariniventris (Tobias, 1996)
- C. catulus (Marshall, 1885)
- C. caucasicus (Abdinbekova, 1969)
- C. caulicola (McComb, 1968)
- C. cautus (Cresson, 1872)
- C. cavei (Papp, 2010)
- C. cavipodex (de Saeger, 1948)
- C. ceanothi (McComb, 1968)
- C. cedropadicus (Tobias, 2000)
- C. centralis (Cameron, 1905)
- C. cephelanthi (McComb, 1968)
- C. cereris (Wilkinson, 1932)
- C. cinctipes (Tobias, 2000)
- C. cingulipes (Niezabitowski, 1910)
- C. circulariforameni (Chen & Ji, 2003)
- C. circumfissuralis (Tobias, 2003)
- C. circumfossa (Tobias, 2002)
- C. circumrimosus (Tobias, 2003)
- C. circumscriptor (Tobias, 2000)
- C. cisapicalis (Tobias, 1989)
- C. cisdauricus (Tobias, 1986)
- C. clausus (Tobias, 1996)
- C. clavinervis (Cameron, 1904)
- C. clypealis (McComb, 1968)
- C. cnephasiae (McComb, 1968)
- C. compositus (Tobias, 1989)
- C. compressor (Ji & Chen, 2003)
- C. concentralis (Chen & Ji, 2003)
- C. conformis (McComb, 1968)
- C. confusus (McComb, 1968)
- C. connectens (Cresson, 1872)
- C. consociatus (Baker, 1926)
- C. constrictus (Papp, 1999)
- C. continens (Tobias, 1989)
- C. contractellus (Tobias, 1991)
- C. contractus (Nees, 1816)
- C. contrarius (Tobias, 1964)
- C. convexus (McComb, 1968)
- C. coriaceus (Szepligeti, 1905)
- C. cornutus (Granger, 1949)
- C. corvulus (Marshall, 1885)
- C. cosmopteridis (McComb, 1968)
- C. crassitarsis (Tobias, 1989)
- C. crassus (McComb, 1968)
- C. cratospilumi (Ji & Chen, 2003)
- C. creteus (Tobias, 2000)
- C. curtigenis (Tobias, 1989)
- C. curtimetacarpus (Tobias, 2000)
- C. curtus (Tobias, 1996)
- C. curvimaculatus (Cameron, 1906)
- C. curvinervius (He, 2003)
- C. curvipes (Tobias, 1985)
- C. cushmani (McComb, 1968)
- C. cycloporus (Franz, 1930)
- C. cylindricus (McComb, 1968)
- C. cylindrus (Klug, 1816)
- C. cyprensis (Tobias, 2001)
- C. cypri (Tobias, 2001)
- C. cyprianus (Fahringer, 1937)
- C. chailini (Walker & Huddleston, 1987)
- C. chalchingoli (Tobias, 1989)
- C. changaicus (Tobias, 1972)
- C. changbaishanensis (Chen & Ji, 2003)
- C. chasanicus (Tobias, 2000)
- C. chilensis (Viereck, 1912)
- C. chinensis (Zhang, 1984)
- C. chrysobasis (Tobias, 2000)
- C. chrysogaster (McComb, 1968)
- C. chrysomacula (Tobias, 1997)
- C. chrysostigma (Tobias, 1972)
- C. chrysotegula (Tobias, 1964)
- C. chrysozona (Tobias, 1989)
- C. chryspedes (Ji & Chen, 2003)
- C. daanyuanensis (Chen & Ji, 2003)
- C. dauricus (Telenga, 1941)
- C. decaryi (Granger, 1949)
- C. declivis (McComb, 1968)
- C. decorus (Marshall, 1885)
- C. delphinensis (Granger, 1949)
- C. denticulatus (Tobias, 1986)
- C. deogiri (Kurhade & Nikam, 1994)
- C. depressus (Brues, 1910)
- C. devexus (Tobias, 1989)
- C. devius (Tobias, 1964)
- C. diaphor (Ji & Chen, 2003)
- C. discolorius (Tobias, 1989)
- C. disjunctus (McComb, 1968)
- C. disparilis (McComb, 1968)
- C. dolicocephalus (McComb, 1968)
- C. dolosus (Tobias, 1989)
- C. dreisbachi (McComb, 1968)
- C. dwibindus (Rao & Chalikwar, 1971)
- C. eaous (Tobias, 2000)
- C. effusus (Papp, 2010)
- C. egregicolor (Viereck, 1905)
- C. elachistae (Tobias, 1995)
- C. elaeaphilus (Silvestri, 1908)
- C. elasmopalpi (McComb, 1968)
- C. electus (Cresson, 1872)
- C. elegantulus (Tobias, 1986)
- C. elenae (Tobias, 1995)
- C. elongates (Ji & Chen, 2003)
- C. elongatulus (Tobias, 1986)
- C. elongatus (Szepligeti, 1898)
- C. emeljanovi (Tobias, 1989)
- C. empherus (McComb, 1968)
- C. endomius (Papp, 1989)
- C. ensifer (Granger, 1949)
- C. equalis (Chen & Ji, 2003)
- C. erdosi (Tobias, 2001)
- C. ergeniensis (Tobias, 2002)
- C. ermolenkoi (Tobias, 2001)
- C. erosus (Herrich-Schaffer, 1838)
- C. errabundus (Tobias, 1989)
- C. erraticus (Tobias, 1989)
- C. erratus (Tobias, 1999)
- C. erroneus (Tobias, 1989)
- C. erythrogaster (Lucas, 1849)
- C. erythropodus (He, 1994)
- C. erythropus (Cameron, 1906)
- C. erythrosoma (Tobias, 1964)
- C. eucosmae (McComb, 1968)
- C. eugenii (Tobias, 1999)
- C. euphorbiae (McComb, 1968)
- C. eurous (Tobias, 1989)
- C. euryspilus (Cameron, 1908)
- C. excisus (Tobias, 1990)
- C. exilis (Marshall, 1885)
- C. eximius (McComb, 1968)
- C. falkovitshi (Tobias, 2001)
- C. fascis (Papp, 2010)
- C. fatigatus (Papp, 1981)
- C. fenestratus (Nees, 1816)
- C. ferganicus (Tobias, 2001)
- C. ferulae (Tobias, 2001)
- C. fischeri (Huddleston & Walker, 1994)
- C. fisetshkoi (Tobias, 1997)
- C. fissilis (Tobias, 1985)
- C. fissuralis (Tobias, 1964)
- C. fissus (Provancher, 1881)
- C. fistulatus (de Saeger, 1948)
- C. flagellaris (Tobias, 1989)
- C. flavens (Tobias, 2000)
- C. flavicoxis (Tobias, 2000)
- C. flavipalpis (Szepligeti, 1896)
- C. flavomarginalis (McComb, 1968)
- C. flavonaevulus (Abdinbekova, 1971)
- C. flavoneavulus (Abdinbekova, 1971)
- C. flavopax (Papp, 2010)
- C. flavoscaposus (Tobias, 2001)
- C. foersteri (Tobias, 1999)
- C. formosanus (Sonan, 1932)
- C. formosovi (Tobias, 2001)
- C. fornicatus (Tobias, 2000)
- C. fortispinus (Cameron, 1906)
- C. foveiventris (Tobias, 1989)
- C. foveolatus (Niezabitowski, 1910)
- C. frater (Tobias, 1990)
- C. fraternus (Tobias, 1990)
- C. frontalis (Tobias & Lozan, 2006)
- C. fujianensis (Ji & Chen, 2003)
- C. fulgidus (McComb, 1968)
- C. fumarius (Tobias, 2000)
- C. fumidus (McComb, 1968)
- C. fumipennis (Tobias, 1986)
- C. fuscipennis (McComb, 1968)
- C. gastrus (Narendran & Sumodan, 1992)
- C. gauldi (Huddleston & Walker, 1994)
- C. gayi (Porter, 1930)
- C. genalis (Tobias, 1989)
- C. glabrifrons (Chen & Ji, 2003)
- C. gladiclypis (Ji & Chen, 2003)
- C. gladius (Chen & Ji, 2003)
- C. gohoi (Sonan, 1932)
- C. gossypicola (McComb, 1968)
- C. gossypii (Viereck, 1912)
- C. gozmanyi (Papp, 2003)
- C. graciflagellum (Chen & Ji, 2003)
- C. gracilariae (McComb, 1968)
- C. gracilis (McComb, 1968)
- C. gracitis (Lozan & Tobias, 2006)
- C. grandipunctatus (He, 2001)
- C. grapholithae (McComb, 1968)
- C. gratus (Tobias, 1989)
- C. gravenhorstii (Nees, 1816)
- C. gryoexcavatus (Ji & Chen, 2003)
- C. guadunensis (Ji & Chen, 2003)
- C. guamensis (Fullaway, 1946)
- C. gussakovskii (Tobias, 1997)
- C. hadrogaster (McComb, 1968)
- C. heliopae (Gupta, 1955)
- C. helleni (Tobias, 1999)
- C. hemiagathis (Tobias, 1992)
- C. heraticus (Tobias, 1985)
- C. herbigradus (Tobias, 2000)
- C. hiemalis (Gautier & Cleu, 1930)
- C. hirmaculatus (Chen & Ji, 2003)
- C. hispanicus (Tobias, 2001)
- C. hofferi (Tobias & Lozan, 2006)
- C. hoffezi (Tobias & Lozan, 2006)
- C. holisi (Chen & Ji, 2003)
- C. hoppingi (Viereck, 1925)
- C. hubeiensis (Ji & Chen, 2003)
- C. humilis (Thomson, 1874)
- C. hungaricus (Szepligeti, 1908)
- C. hurdi (McComb, 1968)
- C. hurtus (Papp, 1989)
- C. hyalinus (McComb, 1968)
- C. ibericus (Tobias, 2001)
- C. icteribasis (Zhang, Chen & He, 2006)
- C. immaculatus (He, 1994)

Chelonus immaculatus (Cameron)
- C. impressiventris (Tobias, 1989)
- C. improcerus (McComb, 1968)
- C. inanitus (Linnaeus, 1767)
- C. incisus (Tobias, 1986)
- C. incrassus (Papp, 1992)
- C. indericus (Tobias, 2003)
- C. indicus (Cameron, 1907)
- C. insepultus (Tobias, 1989)
- C. inserenus (Tobias, 1989)
- C. insidiator (Tobias, 1989)
- C. insidiatrix (Tobias, 1989)
- C. insidiosus (Tobias, 1989)
- C. insincerus (Tobias, 1986)
- C. insolitus (McComb, 1968)
- C. insuetus (McComb, 1968)
- C. insulanus (Tobias, 2000)
- C. insularis (Cresson, 1865)
- C. intercessor (Tobias, 1996)
- C. interpositus (Tobias, 1995)
- C. iranicus (Tobias, 1972)
- C. iridescens (Cresson, 1865)
- C. irremeabilis (Tobias, 1994)
- C. irreprehensus (Tobias, 1994)
- C. irrisor (Tobias, 1994)
- C. irritator (Tobias, 1994)
- C. irritus (Tobias, 1994)
- C. irrugator (Tobias, 1994)
- C. irruptus (Tobias, 1994)
- C. iskenderi (Tobias, 2003)
- C. ismayi (Huddleston & Walker, 1994)
- C. isolatus (McComb, 1968)
- C. istriensis (Tobias, 2001)
- C. jacobsoni (Tobias, 1986)
- C. jaicus (Tobias, 1972)
- C. jakuticus (Tobias, 2000)
- C. japonicus (Tobias, 2000)
- C. jilinensis (Chen & Ji, 2003)
- C. johni (Marsh, 1979)
- C. jonaitisi (Tobias, 2000)
- C. jordanicus (Tobias, 2001)
- C. juldashevi (Tobias, 2001)
- C. jungi (Chu, 1936)
- C. juniperi (Tobias, 2010)
- C. justus (Tobias, 1989)
- C. kalmykorum (Tobias, 2005)
- C. karadagensis (Tobias, 2001)
- C. karadagi (Tobias, 1995)
- C. karakalensis (Tobias, 1997)
- C. karakumicus (Tobias, 1966)
- C. kaszabi (Papp, 1992)
- C. kazakhstanicus (Tobias, 1997)
- C. kazenasi (Tobias, 2001)
- C. keiferiae (McComb, 1968)
- C. kellieae (Marsh, 1979)
- C. kermakiae (Tobias, 2001)
- C. kerzhneri (Tobias, 1989)
- C. keteper (Tobias, 1997)
- C. kievorum (Tobias, 2008)
- C. kiritshenkoi (Tobias, 1976)
- C. kirvus (Tobias, 1997)
- C. klugei (Tobias, 2001)
- C. knabi (Viereck, 1911)
- C. kokoujevi (Tobias, 2011)
- C. konkaputus (Viereck, 1917)
- C. kopetdagicus (Tobias, 1966)
- C. koponeni (Tobias, 1995)
- C. koreanus (Tobias, 2000)
- C. korinthiacus (Tobias, 2008)
- C. kostylevi (Tobias, 2003)
- C. kotenkoi (Tobias, 1992)
- C. kozlovi (Tobias, 1961)
- C. krivokhatskyi (Tobias, 2005)
- C. krombeini (McComb, 1968)
- C. kryzhanovskii (Tobias, 1966)
- C. kughitangi (Tobias, 1997)
- C. kyrgisorum (Tobias, 2003)
- C. labipalpis (Tobias, 1994)
- C. lacteipennis (Tobias, 1989)
- C. laevifrons (Cresson, 1865)
- C. lamellosus (Tobias, 2002)
- C. laplandicus (Tobias, 2001)
- C. latens (Sterzyski, 1997)
- C. laticeps (Tobias, 1972)
- C. laticinctus (Cresson, 1872)
- C. latifossa (Tobias, 1990)
- C. latifunis (Tobias, 1986)
- C. latitemporis (Tobias, 2001)
- C. latrunculus (Marshall, 1885)
- C. lavernae (Ashmead, 1889)

- C. leleji (Tobias, 2000)
- C. leptogaster (McComb, 1968)
- C. leucomaculus (Tobias, 1986)
- C. liber (Muesebeck, 1956)
- C. lissocephalus (Tobias, 2001)
- C. lissofossa (Tobias, 2000)
- C. lissogaster (Tobias, 1972)
- C. lissoscutellaris (Tobias, 2000)
- C. lissosoma (Tobias, 2000)
- C. lodosus (Tobias, 2000)
- C. longidiastemus (Ji & Chen, 2003)
- C. longihair (Chen & Ji, 2003)
- C. longioculis (Tobias, 1964)
- C. longipalpis (McComb, 1968)
- C. longipedicellus (Ji & Chen, 2003)
- C. longipes (Tobias, 1984)
- C. longirimosus (Tobias, 1995)
- C. longistriatus (Ji & Chen, 2003)
- C. longitarsumis (Chen & Ji, 2003)
- C. longiusculus (Tobias, 2000)
- C. longiventris (Tobias, 1964)
- C. longqiensis (Zhang, Chen & He, 2006)
- C. longulus (Tobias, 1996)
- C. lugubris (Wesmael, 1835)
- C. lukasi (van Achterberg, 2004)
- C. lunari (Chen & Ji, 2003)
- C. lunaris (Tobias, 1992)
- C. lunatus (Haldeman, 1849)
- C. lunulatus (Fahringer, 1934)
- C. luteipalpis (Tobias, 1994)
- C. lutoga (Tobias, 2000)
- C. luzhetzkji (Tobias, 1966)
- C. luzonicus (Baker, 1926)
- C. macrellips (Tobias & Lozan, 2003)
- C. macrocorpus (Ji & Chen, 2003)
- C. macros (Zhang, Chen & He, 2006)
- C. maculibasis (Tobias, 2000)
- C. madridi (Tobias, 2008)
- C. magadani (Tobias, 1994)
- C. magnifissuralis (Abdinbekova, 1971)
- C. magnipunctus (Tobias, 1984)
- C. majusdentatus (He, 2001)
- C. makarkini (Tobias, 2000)
- C. malayanus (Wilkinson, 1932)
- C. malinellae (Tobias, 1997)
- C. marshakovi (Tobias, 1986)
- C. marshi (McComb, 1968)
- C. masoni (McComb, 1968)
- C. maudae (Huddleston, 1994)
- C. mccombi (Marsh, 1974)
- C. medicaginis (McComb, 1968)
- C. medinus (Papp, 2003)
- C. mediterraneus (Schmiedeknecht & Fahringer, 1934)
- C. medus (Telenga, 1941)
- C. megacephalus (Baker, 1926)
- C. megaspilus (Cameron, 1911)
- C. mellipes (Tobias, 1990)
- C. meridionalis (Ashmead, 1894)
- C. mesotellus (van Achterberg, 2001)
- C. metatarsalis (Tobias, 1997)
- C. mexicanus (Brethes, 1927)
- C. microcella (Tobias, 2005)
- C. microchelonoides (Tobias, 2000)
- C. microfamosus (Tobias, 2001)
- C. microphtalmus (Wesmael, 1838)
- C. microsomus (Tobias, 1964)
- C. mikhaili (Tobias, 1989)
- C. milkoi (Tobias, 2003)
- C. minifissus (Tobias, 1996)
- C. minifossa (Tobias, 1986)
- C. minimus (Cresson, 1872)
- C. minutissimus (Braet, 1999)
- C. minutus (Costa, 1884)
- C. minytellus (van Achterberg & Braet, 2001)
- C. mirabilis (Tobias, 1972)
- C. mirandus (Tobias, 1964)
- C. mirumis (Ji & Chen, 2003)
- C. miscellae (Tobias & Shaw, 2005)
- C. mishi (Tobias, 1994)
- C. missai (Braet, 1999)
- C. mitigatus (Papp, 1989)
- C. modestus (Tobias, 1996)
- C. moldavicus (Tobias, 1986)
- C. mongolicus (Telenga, 1941)
- C. montanus (McComb, 1968)
- C. monticola (Tobias, 2003)
- C. moravicus (Tobias & Lozan, 2003)
- C. moriokensis (Watanabe, 1937)
- C. moroccanus (Tobias, 2008)
- C. moskovitus (Tobias, 1997)
- C. mucronatus (Thomson, 1874)
- C. muesebecki (McComb, 1962)
- C. multirimosus (Tobias, 1996)
- C. munakatae (Matsumura, 1912)
- C. muratus (Brues, 1910)
- C. murici (Nascimento & Penteado-Dias, 2011)
- C. mushanus (Sonan, 1932)
- C. mutabilis (Nees, 1816)
- C. myartsevae (Tobias, 2001)
- C. mysticorum (Viereck, 1917)
- C. nachitshevanicus (Abdinbekova, 1971)
- C. naethrus (Narendran & Sumodan, 1992)
- C. nanus (Provancher, 1881)
- C. narayani (Subba Rao, 1955)
- C. narendrani (Papp, 1996)
- C. nartshukae (Tobias, 1989)
- C. narynicus (Tobias, 2003)
- C. nebraskensis (La Munyon, 1877)
- C. nigellus (Tobias, 1999)
- C. niger (McComb, 1968)
- C. nigrator (Szepligeti, 1896)
- C. nigricans (Tobias, 1997)
- C. nigricornis (Szepligeti, 1914)
- C. nigricoxatus (Sonan, 1932)
- C. nigrimembris (Tobias, 1992)
- C. nigrinervis (Tobias, 1990)
- C. nigrinus (Ratzeburg, 1844)
- C. nigripalpis (Chen & Ji, 2003)
- C. nigripennis (Ashmead, 1889)
- C. nigripes (Tobias, 1996)

Chelonus nigripes (Rao & Chalikwar)
- C. nigritibialis (Abdinbekova, 1971)
- C. nigritulus (Dahlbom, 1833)
- C. nigritus (Tobias, 1999)
- C. nikolskajae (Tobias, 2002)
- C. nomas (Tobias, 1997)
- C. notaulii (Rao & Chalikwar, 1971)
- C. noyesi (Huddleston & Walker, 1994)
- C. obliquis (Ji & Chen, 2003)
- C. obscuratus (Herrich-Schaffer, 1838)
- C. obturbatus (Papp, 1981)
- C. ocellatus (Alexeev, 1971)
- C. oculator (Fabricius, 1775)
- C. olgacola (Tobias, 2000)
- C. olgae (Kokujev, 1895)
- C. ononicus (Tobias, 2000)
- C. opaculus (Tobias, 1989)
- C. opacus (Tobias, 1989)
- C. orchis (de Saeger, 1948)
- C. orenburgensis (Tobias, 1997)
- C. orientalis (Szepligeti, 1902)
- C. orotukanensis (Tobias, 2000)
- C. ovalis (Tobias, 1984)
- C. oviventris (Tobias, 1989)
- C. pachytellus (Braet, 2001)
- C. palpalis (Tobias, 1989)
- C. palpator (Tobias, 1986)
- C. pallidus (Ashmead, 1889)
- C. pallipeser (Chen & Ji, 2003)
- C. pamiricus (Vojnovskaja-Krieger, 1931)
- C. pannonicus (Szepligeti, 1896)
- C. pappi (Tobias, 1985)
- C. papua (Szepligeti, 1900)
- C. paradoxus (McComb, 1968)
- C. paralunaris (Tobias, 2000)
- C. parcicornis (Herrich-Schaffer, 1838)
- C. parkeri (Papp, 2010)
- C. parverticalis (Tobias, 2000)
- C. parvus (Say, 1836)
- C. paucifossa (Papp, 1989)
- C. paululus (McComb, 1968)
- C. pecki (McComb, 1968)
- C. pectinophorae (Cushman, 1931)
- C. pectoralis (Tobias, 1976)
- C. pedator (Dahlbom, 1833)
- C. pellucens (Nees, 1816)
- C. periplocae (McComb, 1968)
- C. pertristis (Tobias, 1996)
- C. pertusus (de Saeger, 1948)
- C. peruensis (Shenefelt, 1973)
- C. pesenkoi (Tobias, 2001)
- C. petilusi (Ji & Chen, 2003)
- C. petrovae (McComb, 1965)
- C. phaloniae (Mason, 1959)
- C. phalloniae (Telenga, 1941)
- C. phthorimaeae (Gahan, 1917)
- C. pictipes (Wesmael, 1838)
- C. pictus (Papp, 1993)
- C. pikeni (Kurhade & Nikam, 1993)
- C. pilicornis (Thomson, 1874)
- C. pilosulus (Szepligeti, 1911)
- C. pini (Tobias, 2002)
- C. plainifacis (Chen & Ji, 2003)
- C. planiventris (Tobias, 1960)
- C. plenus (Papp, 1989)
- C. plesius (Viereck, 1925)
- C. podlussanyi (Papp, 2003)
- C. polycolor (Ji & Chen, 2003)
- C. ponapensis (Watanabe, 1945)
- C. ponderosae (McComb, 1968)
- C. popovi (Tobias, 1966)
- C. porteri (Brethes, 1923)
- C. posjeticus (Tobias, 2000)
- C. praepusillus (Tobias, 2000)
- C. probabilis (Sterzyski, 1997)
- C. procericornis (McComb, 1968)
- C. processiventris (Tobias, 1964)
- C. productus (Herrich-Schaffer, 1838)
- C. prolatricornis (McComb, 1968)
- C. propodealis (Tobias, 1964)
- C. propodealoides (Tobias, 2000)
- C. proteus (Gahan, 1919)
- C. prunicola (McComb, 1968)
- C. przewalskii (Tobias, 2001)
- C. pseudasiaticus (Tobias, 2000)
- C. pseudobasalis (Tobias & Lozan, 2006)
- C. pseudoscrobiculatus (Braet & Fretey, 1997)
- C. puerilis (Papp, 1989)
- C. punctatus (McComb, 1968)
- C. punctifossa (Tobias, 2002)
- C. punctipennis (McComb, 1968)
- C. punctiscutellaris (Tobias, 2000)
- C. pusilloides (Tobias, 1972)
- C. pusillus (Szepligeti, 1908)
- C. pusio (Marshall, 1885)
- C. pygmaeus (Viereck, 1925)
- C. pyriformis (Papp, 2010)
- C. quadriceps (McComb, 1968)
- C. quadrimaculatus (Cameron, 1887)
- C. radialis (Tobias, 1966)
- C. raoi (Kurhade & Nikam, 1993)
- C. rectangularis (Baker, 1926)
- C. recurvariae (McComb, 1968)
- C. refluus (Papp, 2010)
- C. repeteki (Tobias, 1996)
- C. retrorsus (Tobias, 2000)
- C. retroversus (Tobias, 2000)
- C. retrusus (Tobias, 1989)
- C. retusus (Nees, 1816)
- C. rhagius (Zhang, Shi, He & Chen, 2008)
- C. rimosus (Herrich-Schaffer, 1838)
- C. ripaeus (Tobias, 1986)
- C. riphaeicus (Tobias, 1986)
- C. risorius (Reinhard, 1867)
- C. ritchiei (Wilkinson, 1927)
- C. robertianus (Cameron, 1904)
- C. rogezensis (Granger, 1949)
- C. rohdendorfi (Tobias, 1991)
- C. rokkina (Sonan, 1932)
- C. rondanus (Tobias, 2008)
- C. rostratus (Tobias, 1966)
- C. rostrornis (Chen & Ji, 2003)
- C. rotundifossa (Tobias, 2000)
- C. rubens (Tobias, 1972)
- C. rubescus (Papp, 2010)
- C. rubicunndis (Ji & Chen, 2003)
- C. rubiginis (McComb, 1968)
- C. rubriventris (Tobias, 1988)
- C. rudolfae (Tobias, 1964)
- C. rudolphae (Tobias, 1964)
- C. ruficollis (Viereck, 1912)
- C. ruficornis (Szepligeti, 1913)
- C. rufifossa (Tobias, 1996)
- C. rufinatumer (Chen & Ji, 2003)
- C. rufipes (Szepligeti, 1900)
- C. rufiscapus (Provancher, 1886)
- C. rufisignatus (Sonan, 1932)
- C. rufiventris (Cresson, 1865)
- C. ruflavus (Ji & Chen, 2003)
- C. rufoscapus (Cameron, 1911)
- C. rufus (Lyle, 1923)
- C. rugicollis (Thomson, 1874)
- C. rugilobus (Tobias, 1986)
- C. rugosinotum (Tobias, 2000)
- C. rugosivertex (Chen & Ji, 2003)
- C. rugulosus (Lyle, 1923)
- C. ruptor (Tobias, 2000)
- C. rutshuricus (de Saeger, 1948)
- C. sagaensis (Tobias, 2000)
- C. sagittatus (Papp, 1971)
- C. saileri (McComb, 1968)
- C. saipanensis (Watanabe, 1945)
- C. saksauli (Tobias, 1974)
- C. salebrosus (Enderlein, 1912)
- C. salicis (McComb, 1968)
- C. salomonis (Cameron, 1911)
- C. sassacus (Viereck, 1917)
- C. scaberrimus (Tobias, 1999)
- C. scabrator (Fabricius, 1793)
- C. scabrosus (Szepligeti, 1896)
- C. scrobiculatus (Szepligeti, 1900)
- C. sculptur (Chen & Ji, 2003)
- C. sculptureatumus (Ji & Chen, 2003)
- C. sculleni (McComb, 1968)
- C. scutellatus (Narendran & Sumodan, 1992)
- C. schizogaster (Granger, 1949)
- C. secundus (Viereck, 1926)
- C. semenovi (Tobias, 1986)
- C. semihyalinus (Ashmead, 1904)
- C. semilissus (Tobias, 1989)
- C. semilunaris (Tobias, 2000)
- C. septemdecimplex (Tobias, 1986)
- C. sericeus (Say, 1824)
- C. setaceus (Papp, 1993)
- C. seticornis (Thomson, 1892)
- C. severini (McComb, 1968)
- C. seyrigi (Granger, 1949)
- C. shafeei (Samiuddin, Haider & Ahmad, 2000)
- C. shenefelti (McComb, 1968)
- C. shennongensis (Chen & Ji, 2003)
- C. shestakovi (Tobias, 1997)
- C. shevyryevi (Tobias, 1972)
- C. shoshoneanorum (Viereck, 1911)
- C. shyamus (Narendran & Rema, 1992)
- C. shyrvanicus (Abdinbekova, 1967)
- C. signatus (Sonan, 1932)
- C. silvestrii (Papp, 1999)
- C. similis (McComb, 1968)
- C. sinensis (He, Chen & van Achterberg, 1997)
- C. sinevi (Tobias, 2000)
- C. sinuosus (Ji & Chen, 2003)
- C. smirnovi (Telenga, 1953)
- C. sobrinus (Haldeman, 1849)
- C. socors (Wilkinson, 1932)
- C. sochiensis (Tobias, 1997)
- C. sochii (Tobias, 1986)
- C. sochiorum (Tobias, 2005)
- C. solidus (Brues, 1910)
- C. sonorensis (Cameron, 1887)
- C. sordipalpis (Tobias, 1994)
- C. spasskensis (Tobias, 2000)
- C. speculator (Marshall, 1885)
- C. speijeri (Tobias, 2011)
- C. spiniger (Tobias, 1974)
- C. spinosus (McComb, 1968)
- C. starki (Telenga, 1953)
- C. stenogaster (Tobias, 1995)
- C. sternalis (Tobias, 1964)
- C. sternatus (Tobias, 1964)
- C. striatiscuta (Fahringer, 1934)
- C. striatus (Papp, 1971)
- C. subabditus (Tobias, 2000)
- C. subabstrusus (Tobias, 2000)
- C. subagathis (Tobias, 1995)
- C. subamandus (Tobias, 2000)
- C. subangustatus (Tobias, 1994)
- C. subannulatus (Abdinbekova, 1971)
- C. subarcuatilis (Tobias, 1986)
- C. subbasalis (Tobias, 2001)
- C. subcapsulifer (Tobias, 2000)
- C. subcaudatus (Tobias, 1976)
- C. subcontractus (Abdinbekova, 1971)
- C. subcorvulus (Tobias, 1964)
- C. subelaeaphilus (Tobias, 2001)
- C. subelegantulus (Tobias, 1994)
- C. subfenestratus (Tobias, 1984)
- C. subflagellaris (Tobias, 2000)
- C. subgenalis (Tobias, 1991)
- C. subjustus (Tobias, 2008)
- C. submarginalis (Tobias, 2000)
- C. submuticus (Wesmael, 1835)
- C. subpedator (Tobias, 1995)
- C. subplanus (Papp, 1999)
- C. subpusillus (Tobias, 1997)
- C. subrimulosus (Tobias, 2000)
- C. subseticornis (Tobias, 1971)
- C. subsulcatus (Herrich-Schaffer, 1838)
- C. subtilistriatus (Papp, 1971)
- C. subtuberculatus (McComb, 1968)
- C. subventosus (Tobias, 2000)
- C. subversatilis (Tobias, 2005)
- C. subverticalis (Tobias, 2000)
- C. sugonjaevi (Tobias, 1989)
- C. sulcatus (Jurine, 1807)
- C. suturalis (McComb, 1968)
- C. swellinervis (Chen & Ji, 2003)
- C. szepligetii (Dalla Torre, 1898)
- C. tabonus (Sonan, 1932)
- C. tadzhicus (Tobias, 2001)
- C. tadzhikistanicus (Tobias, 1997)
- C. tagalicus (Baker, 1926)
- C. talitzkii (Tobias, 1986)
- C. talyshensis (Tobias, 1976)
- C. talyshicus (Tobias, 2003)
- C. tanycoleosus (Ji & Chen, 2003)
- C. tarbagataicus (Tobias, 1997)
- C. tatricus (Tobias, 1999)
- C. tauricola (Tobias, 2001)
- C. tauricus (Tobias, 1990)
- C. tedzhenicus (Tobias, 1997)
- C. tegularis (Telenga, 1941)
- C. telengai (Abdinbekova, 1965)
- C. temporalis (Tobias, 1986)
- C. temulentus (Tobias, 1997)
- C. tengisi (Tobias, 2003)
- C. tenuicornis (McComb, 1968)
- C. teretiventris (McComb, 1968)
- C. tersakkanicus (Tobias, 2001)
- C. testaceus (Tobias, 2001)
- C. tettensis (Gerstaecker, 1858)
- C. tianchiensis (Ji & Chen, 2003)
- C. tingutanus (Tobias, 2002)
- C. tjanshanicus (Tobias, 1995)
- C. tobiasi (Zhang, Shi, He & Chen, 2008)
- C. tolii (Tobias, 2000)
- C. tongkingensis (Cameron, 1910)
- C. topali (Papp, 1999)
- C. tosensis (Watanabe, 1937)
- C. townsendi (Viereck, 1912)
- C. transbaicalicus (Tobias, 1992)
- C. transversus (Tobias, 1989)
- C. tricoloratus (Cameron, 1905)
- C. triquetrus (Papp, 1992)
- C. trukensis (Watanabe, 1945)
- C. tsagannuri (Tobias, 2005)
- C. tshatkalicus (Tobias, 2003)
- C. tuberculatus (McComb, 1968)
- C. tuberculifer (Tobias, 1967)
- C. tuberosus (Tobias & Saidov, 1995)
- C. tunetensis (Tobias, 2001)
- C. turcius (Tobias, 2008)
- C. turgidus (Tobias, 1994)
- C. turgoclarus (Papp, 2010)
- C. tuvinus (Tobias, 2000)
- C. ubsunuricus (Tobias, 2011)
- C. uniformis (Baker, 1926)
- C. unimaculatus (Szepligeti, 1905)
- C. uralicus (Tobias, 1964)
- C. uzbekistanicus (Tobias, 2002)
- C. vaalensis (Cameron, 1906)
- C. varimaculatus (Tobias, 1986)
- C. varus (Tobias, 2000)
- C. vaultclypeolus (Chen & Ji, 2003)
- C. ventosus (Tobias, 1989)
- C. versatilis (Wilkinson, 1932)
- C. verticalis (Tobias, 1995)
- C. vescus (Kokujev, 1899)
- C. vickae (Lozan & Tobias, 2006)
- C. victoriensis (Shenefelt, 1973)
- C. victorovi (Tobias, 1999)
- C. vitalii (Tobias, 1997)
- C. vitasi (Tobias, 2000)
- C. vitiensis (Turner, 1919)
- C. vitimi (Tobias, 2000)
- C. volgensis (Tobias, 1986)
- C. volkovitshi (Tobias, 1996)
- C. vulcaniellae (Tobias, 1990)
- C. vulgaris (McComb, 1968)
- C. walkleyae (McComb, 1968)
- C. watti (Huddleston & Walker, 1994)
- C. wesmaelii (Curtis, 1837)
- C. xanthofossa (Tobias, 2000)
- C. xanthoscaposus (Tobias, 2001)
- C. xanthozona (Alexeev, 1971)
- C. xenia (Tobias, 2000)
- C. yasumatsui (Watanabe, 1950)
- C. yurii (Tobias, 2011)
- C. zaitzevi (Tobias, 1972)
- C. zeravshanicus (Tobias, 2003)
- C. zimini (Tobias, 1972)
- C. zorkuli (Tobias, 1991)
- C. zygophylli (Tobias, 1996)